# クルーニアン・メダル
クルーニアン・メダル（Croonian Medal and Lecture）は、イギリスの王立協会により授与される生物科学の賞。
王立協会の創立会員の一人であるウィリアム・クルーンからの寄付により設立された。受賞者はクルーニアン記念講演（Croonian Lecture）を行う。

## 受賞者一覧

### 1738〜1749年
- 1738年: Alexander Stuart
- 1739年: Frank Nicholls
- 1740年: Alexander Stuart
- 1741 - 1742年: James Douglas
- 1743年: 受賞者なし
- 1744 - 1746年: James Parsons
- 1747年: Browne Langrish
- 1748 - 1749年: 受賞者なし

### 1750年〜1799年
- 1750 - 1751年: James Parsons
- 1752 - 1753年: 受賞者なし
- 1754 - 1758年: Charles Morton
- 1759 - 1760年: 受賞者なし
- 1761年: Charles Morton
- 1762 - 1774年: 受賞者なし
- 1775 - 1782年: ジョン・ハンター (外科医)
- 1783年: 受賞者なし
- 1784年: Samuel Foart Simmons
- 1785- 1786年: エドワード・ウィテーカー・グレイ
- 1787年: George Fordyce
- 1788年: ギルバート・ブレーン (初代準男爵)
- 1789年: William Blizard
- 1790年: エヴァラード・ホーム
- 1791年: Matthew Baillie
- 1792年: 受賞者なし
- 1793- 1976年: エヴァラード・ホーム
- 1797年: John Abernethy
- 1798 - 1799年: エヴァラード・ホーム

### 1800年〜1849年
- 1800 - 1801年: エヴァラード・ホーム
- 1802年: 受賞者なし
- 1803年: John Pearson
- 1804 - 1805年: アンソニー・カーライル
- 1806年: John Pearson
- 1807年: アンソニー・カーライル
- 1808年: トマス・ヤング
- 1809年: ウイリアム・ウォラストン
- 1810年: Benjamin Collins Brodie
- 1811 - 1812年: 受賞者なし
- 1813年: Benjamin Collins Brodie
- 1814 - 1816年: 受賞者なし
- 1817 - 1827年: エヴァラード・ホーム
- 1828年: 受賞者なし
- 1829年: エヴァラード・ホーム
- 1830 - 1849年: 受賞者なし

### 1850年〜1899年
- 1850年: 受賞者なし
- 1851年: リチャード・オーウェン
- 1852 - 1856年: 受賞者なし
- 1857年: James Paget
- 1858年: トマス・ヘンリー・ハクスリー
- 1859年: 受賞者なし
- 1860年: James Bell Pettigrew
- 1861年: シャルル＝エドゥアール・ブラウン・セカール
- 1862年: アルベルト・フォン・ケリカー
- 1863年: ジョゼフ・リスター
- 1864年: ヘルマン・フォン・ヘルムホルツ
- 1865年: Lionel Smith Beale
- 1866年: 受賞者なし
- 1867年: John Scott Burdon-Sanderson
- 1868 - 1869年: 受賞者なし
- 1870年: Augustus Volney Waller
- 1871 - 1872年: 受賞者なし
- 1873年: Benjamin Ward Richardson
- 1874 - 1875年: David Ferrier
- 1876年: ジョージ・ロマネス
- 1877年: John Scott Burdon-Sanderson, F.J.M. Page
- 1878年: ヘンリー・ノティッジ・モーズリー
- 1879年: William Kitchen Parker
- 1880年: Samuel Haughton
- 1881年: ジョージ・ロマネス, James Cossar Ewart
- 1882年: Walter Holbrook Gaskell
- 1883年: Henry Newell Martin
- 1884 - 1885年: 受賞者なし
- 1886年: Leonard Charles Wooldridge
- 1887年: Harry Govier Seeley
- 1888年: ウィルヘルム・キューネ
- 1889年: Émile Roux
- 1890年: ハリー・マーシャル・ウォード
- 1891年: Francis Gotch, Victor Horsley
- 1892年: Angelo Mosso
- 1893年: ルドルフ・ルートヴィヒ・カール・フィルヒョウ
- 1894年: サンティアゴ・ラモン・イ・カハール
- 1895年: テオドール・ヴィルヘルム・エンゲルマン
- 1896年: Augustus Desiré Waller
- 1897年: チャールズ・シェリントン
- 1898年: ヴィルヘルム・ペッファー
- 1899年: John Scott Burdon-Sanderson

### 1900年〜1949年
- 1900年: パウル・エールリヒ
- 1901年: Conwy Lloyd Morgan
- 1902年: Arthur Gamgee
- 1903年: Kliment Arkadyevich Timiriazev
- 1904年: アーネスト・ヘンリー・スターリング, ウィリアム・ベイリス
- 1905年: William Bate Hardy
- 1906年: John Newport Langley, William Rivers
- 1907年: John Bretland Farmer
- 1908年: Gustaf Magnus Retzius
- 1909年: Edward Albert Sharpey-Schafer
- 1910年: Georg Albrecht Klebs
- 1911年: Thomas Gregor Brodie
- 1912年: キース・ルーカス
- 1913年: ロバート・ブルーム
- 1914年: Edmund Beecher Wilson
- 1915年: Walter Morley Fletcher, フレデリック・ホプキンズ
- 1916年: Sydney John Hickson
- 1917年: Thomas Lewis
- 1918年: ウォルター・B・キャノン
- 1919年: ヘンリー・ハレット・デール
- 1920年: ウィリアム・ベイトソン
- 1921年: Henry Head
- 1922年: トーマス・ハント・モーガン
- 1923年: フレデリック・フロスト・ブラックマン
- 1924年: デービッド・M・S・ワトソン
- 1925年: Rudolf Magnus
- 1926年: アーチボルド・ヒル
- 1927年: ハンス・シュペーマン
- 1928年: イワン・パブロフ
- 1929年: James Peter Hill
- 1930年: ジュール・ボルデ
- 1931年: エドガー・エイドリアン
- 1932年: Davidson Black
- 1933年: Ross Granville Harrison
- 1934年: デーヴィッド・ケイリン
- 1935年: Joseph Barcroft
- 1936年: Francis Hugh Adam Marshall
- 1937年: Henry Horatio Dixon
- 1938年: Alfred Newton Richards
- 1939年: James Gray
- 1940年: アウグスト・クローグ
- 1941年: William Whiteman Carlton Topley
- 1942年: ランスロット・ホグベン
- 1943年: Edward Mellanby
- 1944年: Charles Robert Harington
- 1945年: ウィリアム・アストベリー
- 1946年: J・B・S・ホールデン
- 1947年: Ernest Basil Verney
- 1948年: Vincent Brian Wigglesworth
- 1949年: Detlev Wulf Bronk

### 1950年〜1999年
- 1950年: フランク・マクファーレン・バーネット
- 1951年: Rudolph Albert Peters
- 1952年: Carl Frederick Abel Pantin
- 1953年: ロナルド・フィッシャー
- 1954年: ハワード・フローリー
- 1955年: チャールズ・ベスト (医学者)
- 1956年: フレデリック・バートレット
- 1957年: アラン・ロイド・ホジキン
- 1958年: ピーター・メダワー
- 1959年: Walter Thomas James Morgan
- 1960年: Harry Godwin
- 1961年: ベルンハルト・カッツ
- 1962年: Frank George Young
- 1963年: ハンス・クレブス
- 1964年: George Lindor Brown
- 1965年: John Zachary Young
- 1966年: フランシス・クリック
- 1967年: アンドリュー・フィールディング・ハクスリー
- 1968年: マックス・ペルーツ
- 1969年: Frederick Campion Steward
- 1970年: Hugh Esmor Huxley
- 1971年: Henry Harris
- 1972年: ニコ・ティンバーゲン
- 1973年: Eric James Denton
- 1974年: ジャック・ヘスロップ＝ハリソン
- 1975年: フレデリック・サンガー
- 1976年: ジョン・ガードン (生物学者)
- 1977年: John William Sutton Pringle
- 1978年: Michael Abercrombie
- 1979年: 江橋節郎
- 1980年: ロドニー・ロバート・ポーター
- 1981年: Harold Garnet Callan
- 1982年: シーモア・ベンザー
- 1983年: Richard Darwin Keynes
- 1984年: Samuel Victor Perry
- 1985年: ロバート・メイ
- 1986年: シドニー・ブレナー
- 1987年: ピーター・ミッチェル
- 1988年: Michael John Berridge
- 1989年: セーサル・ミルスタイン
- 1990年: ロバート・ハインド
- 1991年: Anthony David Bradshaw
- 1992年: ジャック・ミラー (生物学者)
- 1993年: ジョン・ベーン
- 1994年: Roy Malcolm Anderson
- 1995年: リチャード・サウスウッド
- 1996年: トマス・リンダール
- 1997年: アンソニー・ハンター
- 1998年: Philip Cohen
- 1999年: Hugh Reginald Brentnall Pelham

### 2000年〜
- 2000年: Peter Nigel Tripp Unwin
- 2001年: Ron Laskey
- 2002年: Kim Nasmyth
- 2003年: ティモシー・ハント
- 2004年: ジョン・クレブス
- 2005年: Salvador Moncada
- 2006年: Iain Campbell
- 2007年: アーロン・クルーグ
- 2008年: John Pickett
- 2009年: Linda Partridge
- 2010年: アレック・ジェフリーズ
- 2011年: John Ellis
- 2012年: Timothy Bliss
- 2013年: Frances Ashcroft
- 2014年: Brigid Hogan
- 2015年: Nicholas Davies
- 2016年: Enrico Coen
- 2017年: Jonathan Ashmore
- 2018年: ジェニファー・ダウドナ
- 2019年: Kay Davies
- 2020年: Edward Boyden
- 2021年: Barry Everitt
- 2022年: Stephen O'Rahilly, Sadaf Farooqi
- 2023年: Ottoline Leyser
- 2024年: Edward C. Holmes
- 2025年: Edith Heard